# Kováčovce
Kováčovce (węg. Szécsénykovácsi) – wieś (obec) na Słowacji położona w kraju bańskobystrzyckim, w powiecie Veľký Krtíš. Pierwsze wzmianki o miejscowości pochodzą z 1295 roku.
Według danych z dnia 31 grudnia 2012 roku, wieś zamieszkiwało 375 osób, w tym 184 kobiety i 191 mężczyzn.
W 2001 roku pod względem narodowości i przynależności etnicznej 31,32% mieszkańców stanowili Słowacy, a 66,05% Węgrzy.
Ze względu na wyznawaną religię struktura mieszkańców kształtowała się w 2001 roku następująco:
- Katolicy rzymscy – 68,95%
- Ewangelicy – 25,26%
- Ateiści – 2,11%
- Nie podano – 3,42%